# 石井雅博
石井 雅博（いしい まさひろ、1960年9月4日 - ）は、和歌山県有田市出身の元プロ野球選手（外野手）。

## 経歴
箕島高では甲子園に3回出場。2年生時の1977年は、春の選抜に控え選手として出場。決勝で山沖之彦を擁する中村高を降し優勝。1年先輩に中日で活躍する二塁手の上川誠二がいた。同年12月には和歌山県高校選抜チームのフィリピン遠征に参加。翌1978年春の選抜にも二塁手として連続出場。1年下の石井毅、後に阪神で同僚となる嶋田宗彦のバッテリーとともに準決勝まで勝ち進むが、福井商に敗退。同年夏の選手権では3回戦で中京高に惜敗。他のチームメートに控え投手兼遊撃手の上野敬三がいた。
高校卒業後は、明治大学に進学し外野手に転向する。東京六大学野球リーグでは在学中3度優勝。1981年の秋季リーグから3季連続でベストナイン（外野手）に選出される。大学の1年上に平田勝男、同期に菊池総、沖泰司がいた。
1982年のプロ野球ドラフト会議で読売ジャイアンツから3位指名されるも右ヒジの故障を抱えたままの入団したように、期待されるも怪我に悩まされ続けた。3年目の1985年からようやく1軍に昇格、左投手用の代打を中心に徐々に起用されだした。ところが1988年7月7日、前日負傷した吉村禎章に代わりスタメン左翼で起用された円山球場での試合（対中日戦）において、小松辰雄から死球により右手の甲を複雑骨折（この日は、呂明賜も4回表に外野フェンスに激突して途中退場しており、前日の吉村の負傷退場と合わせて話題になった）。復帰後も右手の握力は回復せず、出場機会を減らし続けた。
1990年オフ、鶴見信彦との交換トレードで阪神タイガースに移籍。新天地での春季キャンプではオーバーワークが祟って肉離れを負い、夏には戦力外通告をされており1991年限りで現役を引退。
1992年からは、サラリーマンとして第2の人生を歩んでいる。
2001年から2002年までマスターズリーグ・東京ドリームスに所属し、2003年からは札幌アンビシャスに所属している。

## 人物
高校時代に交通事故に遭い、左脚太ももを負傷。回復後も後遺症のために、大きなストライドではなく小股でしか走れなくなった。その姿はペンギンが走っているようにも見えたようで、プロ入り後に付けられた“ペン造”のあだ名の由来になっている。
巨人時代の応援歌は、レジー・スミスの応援歌からの流用。その歌詞は「上から読んでも石井〜、下から読んでも石井〜、どこから読んでも石井〜、ホームラン、ホームラン石井」というユーモラスなもの（スミスも同じ歌詞で歌われた）で、ビートたけしに度々ネタとして採り上げられていた。
社会人野球のマツゲン箕島硬式野球部の顧問に名を連ねる。
ゲーム『ドラゴンクエスト』の裏技で、プロ野球選手の名前を使用した復活の呪文の一つである『くわたきよ はらしのずかな かはたはら いしい』（桑田、清原、篠塚、中畑、原、石井）の「いしい」にあたる人物とされている。

## 詳細情報

### 年度別打撃成績
| 年 度     | 球 団     | 試 合 | 打 席 | 打 数 | 得 点 | 安 打 | 二 塁 打 | 三 塁 打 | 本 塁 打 | 塁 打 | 打 点 | 盗 塁 | 盗 塁 死 | 犠 打 | 犠 飛 | 四 球 | 敬 遠 | 死 球 | 三 振 | 併 殺 打 | 打 率 | 出 塁 率 | 長 打 率 | O P S |
| --------- | --------- | ----- | ----- | ----- | ----- | ----- | -------- | -------- | -------- | ----- | ----- | ----- | -------- | ----- | ----- | ----- | ----- | ----- | ----- | -------- | ----- | -------- | -------- | ----- |
| 1985      | 巨人      | 25    | 17    | 15    | 2     | 4     | 0        | 0        | 0        | 4     | 1     | 0     | 0        | 0     | 0     | 2     | 0     | 0     | 7     | 0        | .267  | .353     | .267     | .620  |
| 1986      | 巨人      | 56    | 59    | 53    | 4     | 9     | 3        | 2        | 1        | 19    | 7     | 1     | 2        | 2     | 0     | 3     | 0     | 1     | 17    | 1        | .170  | .228     | .358     | .587  |
| 1987      | 巨人      | 48    | 61    | 54    | 6     | 13    | 3        | 0        | 1        | 19    | 5     | 1     | 0        | 3     | 0     | 4     | 0     | 0     | 15    | 1        | .241  | .293     | .352     | .645  |
| 1988      | 巨人      | 17    | 13    | 11    | 0     | 2     | 2        | 0        | 0        | 4     | 1     | 0     | 1        | 0     | 0     | 0     | 0     | 2     | 2     | 0        | .182  | .308     | .364     | .671  |
| 1989      | 巨人      | 16    | 24    | 22    | 4     | 6     | 2        | 0        | 1        | 11    | 1     | 1     | 0        | 0     | 0     | 2     | 0     | 0     | 7     | 0        | .273  | .333     | .500     | .833  |
| 1990      | 巨人      | 5     | 2     | 1     | 1     | 0     | 0        | 0        | 0        | 0     | 0     | 1     | 0        | 0     | 0     | 1     | 0     | 0     | 1     | 0        | .000  | .500     | .000     | .500  |
| 通算：6年 | 通算：6年 | 167   | 176   | 156   | 17    | 34    | 10       | 2        | 3        | 57    | 15    | 4     | 3        | 5     | 0     | 12    | 0     | 3     | 49    | 2        | .218  | .287     | .365     | .652  |

### 記録
- 初出場：1985年4月20日、対広島東洋カープ1回戦（広島市民球場）、7回表に山本雅夫に代わり右翼手として出場
- 初打席・初安打：同上、8回表に大野豊から単打
- 初打点：1985年5月9日、対中日ドラゴンズ6回戦（ナゴヤ球場）、10回表に牛島和彦から適時打
- 初先発出場：1986年4月10日、対広島東洋カープ2回戦（広島市民球場）、6番・右翼手として先発出場
- 初本塁打：1986年5月1日、対中日ドラゴンズ5回戦（ナゴヤ球場）、6回表に鈴木孝政からソロ

### 背番号
- 51 （1983年 - 1990年）
- 44 （1991年）